# Domaine de Sendai
Pour les articles homonymes, voir Sendai (homonymie).

Les « moineaux en bambou » du mon du clan Date.

Le domaine de Sendai  (仙台藩, Sendai-han) est un domaine féodal japonais de la période Edo. Presque toutes ses possessions sont contigües et couvrent toute la préfecture de Miyagi, de petites parties du sud de la préfecture d'Iwate et une partie du nord de la préfecture de Fukushima. La capitale du domaine et le château de la famille dirigeante sont situés dans ce qui deviendra la ville moderne de Sendai.
Gouverné pendant toute son existence par le clan Date, le domaine est le plus étendu du nord du Japon, avec un revenu officiel de 626 000 koku, et l'un des plus grands domaines de tout le pays après ceux de Satsume et Kaga. Son jitsudaka, c'est-à-dire son véritable niveau de revenu est estimé se situer entre un et deux millions de koku.
Le domaine de Sendai est le point focal de l'alliance Ōuetsu Reppan Dōmei durant la guerre de Boshin. Contrairement au domaine d'Aizu voisin, Sendai est sorti de la guerre largement intact, bien que son classement de revenus soit sévèrement réduit. Comme tous les autres domaines, celui de Sendai est aboli en 1873.

## Fondation
Le domaine de Sendai est fondé dans les dernières années de la fin du XVIe siècle. Quand Date Masamune se présente à Toyotomi Hideyoshi qui commence le siège d'Odawara en 1590, il reçoit les anciens fiefs des familles Kasai (葛西) et Ōsaki (大崎) en échange de ses terres héréditaires de Yonezawa (米沢), Aizu (会津) et Sendō (仙道). Dès l'entrée dans son nouveau fief, Masamune s'installe au château d'Iwadeyama et entreprend la construction du château d'Aoba. À cette époque, le nom de Sendai s'écrit 千代, mais Masamune le change en 仙臺 (changé plus tard comme il est actuellement écrit : 仙台), « Plate-forme de l’ermite », référence probable au mysticisme chinois). Durant la bataille de Sekigahara, le clan Date se voit promettre une augmentation à 1 000 000 koku des revenus du domaine ; mais comme le clan combat avec les Uesugi pour leurs anciennes terres du district de Date, cette promesse ne sera pas tenue.
Une sculpture en relief à la base du monument équestre de Masamune au château d'Aoba commémore son entrée dans la ville qui était alors un petit village.

## Liste des daimyos de Sendai
Les daimyos de Sendai sont classés par ordre chronologique :
1. Date Masamune (1567-1636), r. 1600-1636
2. Date Tadamune (1600-1658), r. 1636-1658
3. Date Tsunamune (1640-1711), r. 1658-1660
4. Date Tsunamura (1659-1719), r. 1660-1703
5. Date Yoshimura (1680-1752), r. 1703-1743
6. Date Munemura (1718-1756), r. 1743-1756
7. Date Shigemura (1742-1796), r. 1756-1790
8. Date Narimura (1775-1796), r. 1790-1796
9. Date Chikamune (1796-1809), r. 1796-1809 (1812)
10. Date Narimune (1796-1819), r. 1809 (1812)-1819
11. Date Nariyoshi (1798-1828), r. 1819-1827
12. Date Narikuni (1817-1841), r. 1827-1841
13. Date Yoshikuni (1825-1874), r. 1841-1868
14. Date Munemoto (1866-1917), r. 1868-1870
15. Date Muneatsu (1852-1907), r. 1870-1871

## Structure politique
Comme dans beaucoup d'autres domaines dans le pays, le centre politique de celui de Sendai se trouve dans la jōkamachi (ville-château) (qui deviendra plus tard la ville de Sendai). Mais les propriétés foncières personnelles de quelques obligés sont dispersées dans le territoire du domaine car celui-ci est largement d'un seul tenant. Leur présence assure un niveau de supervision secondaire plus local. Certain parmi les obligés de Sendai au rang le plus élevé se détachent même du domaine principal et créent leurs propres territoires. Le domaine de Mizusawa fait partie de ces sous-domaines éphémères comme le domaine d'Ichinoseki, gouverné par la famille Tamura, mais qui, lui, survivra à la fin de la période Edo.

## Rangs des obligés et structure militaire
Les obligés du domaine de Sendai se répartissent entre onze rangs principaux.
1. Ichimon (一門) : liens de sang avec le clan Date. Ils bénéficient du prestige du nom mais ne jouent aucun rôle politique ou administratif véritable[3].
2. Ikka (一家) : les familles qui gèrent les affaires quotidiennes de haut niveau du clan Date.
3. Jun ikka (準一家) : les familles dont le chef a disparu ou qui sont réduites à l'impuissance du fait de disputes internes au clan Date.
4. Ichizoku (一族) : fudai, obligés de longue date du clan Date.
5. Shukurō (宿労) : bugyō (magistrats) héréditaires[3].
6. Chakuza (着　座) : obligés qui sont autorisés à faire rapport au château et à présenter au daimyo une épée et des étriers pour les célébrations du Nouvel An et qui reçoivent en retour une tasse de saké de sa part. Ce rang a été créé après la période pendant laquelle Date Masamune était daimyo.
7. Tachi-jō (太刀上) : obligés qui ont le droit de présenter une épée au daimyo aux festivités de la nouvelle année et qui reçoivent en retour une tasse de saké de la part du daimyo. Ce rang a été créé après la période pendant laquelle Date Masamune était daimyo.
8. Meshidashi (召出) : obligés qui ont le droit de se présenter aux festivités du Nouvel An du domaine. Comme le chakuza et tachi-jō, ce rang a été créé après la période pendant laquelle Date Masamune était daimyo[3].
9. Heishi (平士) et ōbanshi (大番士) : corps principal des forces armées de Sendai, le rang est créé du temps de Date Masamune et restauré durant la fonction de Tsunamura, le quatrième daimyo. Un kumi (組, unité) comprend 360 hommes et le domaine dispose de 10 unités semblables, c'est-à-dire 3 600 hommes.
10. Kumi-shi (組士) : ceux qui se trouvent sous les heishi et les ōbanshi. Fantassins, instructeurs du thé, assistants colporteurs, membres des entourages, etc., font tous partie de cette catégorie[3].
11. Sotsu (卒) : fantassins, manœuvres, serviteurs.

## Éducation
L'école du domaine est connue sous le nom Yōkendō (養賢堂).

## La guerre de Boshin
En 1868, le domaine de Sendai ne participe pas directement à la bataille de Toba-Fushimi mais il a un bureau de liaison à Kyoto qui le tient informé des développements de la situation. Le gouvernement impérial naissant l'approche plusieurs fois pour l'aider à mater le domaine d'Aizu. Sendai offre un peu de coopération au nouveau gouvernement et agrée ses envoyés, représentés par Kujō Michitaka. Cependant, Date Yoshikuni, le daimyo de Sendai, s'oppose à la dureté montrée face à Aizu, disant « c'est comme une condamnation portée à l'encontre de quelqu'un qui n'a pas été jugé ». En dépit de ses efforts pour négocier au nom d'Aizu, Sendai se montre très coopératif avec le gouvernement de Kyoto pendant l'essentiel du printemps 1868. Cette situation se termine brusquement en mai 1868 quand les hommes de Sendai découvrent que l'officier Sera Shūzōdu du domaine de Chōshū qui accompagne la délégation impériale, a écrit une lettre diffamatoire indiquant un désir de décrire « tous ceux du Nord comme des ennemis » et demandant des renforts pour mater toute la région par les forces armées :

« Nous n'avons pas de soldats sous les ordres du commandement en chef impérial […] Sendai et Yonezawa ont présenté des appels et travaillent probablement avec Aizu […] Nous devrions donc aller à Kyoto et y décrire la situation au nord, considérant tous ceux de Ōu (Mutsu et Dewa) comme des ennemis […]. »

— Sera Shūzō
Naturellement, les hommes de Sendai sont furieux d'apprendre qu'il est prévu de les punir malgré leur coopération. Un groupe d'entre eux tue Sera et soutient l'appui du domaine de Sendai pour une coalition des domaines du nord. Cette coalition deviendra l'alliance Ōuetsu Reppan Dōmei.

## L'après-guerre
Le domaine de Sendai est puni pour son engagement contre l'armée impériale durant la guerre de Boshin mais pas aussi sévèrement que le domaine d'Aizu. Les possessions de Sendai sont réduites. Le domaine devient aussi le centre des opérations au nord du nouveau gouvernement. Le château de Shiroishi est confisqué et donné au clan Nanbu qui vient récemment d'être déplacé du château de Morioka.
L'abolition du système han en juillet 1871 entraîne l'abolition du domaine de Sendai en 1873.